# Concilie van Agde

Deelnemende bisschoppen kwamen uit Visigotisch gebied.

Het Concilie van Agde vond in 506 plaats in Agde in de Languedoc, onder het voorzitterschap van Caesarius van Arles. Het werd bijgewoond door 35 bisschoppen uit Gallische gebied bezet door Visigoten, en de 47 canons gaan over de kerkelijke discipline.
De 7de canon verbiedt geestelijken om kerkelijke bezittingen, waaruit ze hun inkomen betrekken, te verkopen of te vervreemden. In het algemeen werpen de canons licht op de morele situatie van geestelijken en leken in het zuiden van Frankrijk, bij het begin van de overgang van de Romeinse sociale orde naar die van de nieuwe barbaarse veroveraars.